# محمد بن غرير آل حميد
مُحَمَّدُ بْنُ غُرَيْرَ آل حُمَيْد الخَالِدِيّ ثاني حكام دولة بني خالد.

## نسبه الكامل
هو محمد بن غرير بن عثمان بن سعدون(أ) بن ربيعة آل حميد الخالدي

## بدايه حكمه
تولى بعد وفاة شقيقة براك بن غرير واتصف بكرم الطباع وحسن السيرة وعلو الهمة ويعتبره احمد الأحسائي مؤسس الامارة الخالدية في الأحساء وقد يرجع ذلك إلى انه وان لم يكن المؤسس الأول فهو الذي وطد اركان ودعائم الحكم الخالدي ووضع مخصصات ووزع الأملاك على الفروع والعشائر الخالدية.

## فترة حكمه
تولى الحكم بعد وفاة أخيه براك عام (1093هـ / 1682 م) وصال على أهل اليمامة في منطقة الخرج وبعد أربعة أعوام من توليه الإمارة غزا عشائر سبيع في حاير من وادي حنيفة ثم غزاها مرة أخرى في صيف سنة 1687 م، وأتبع الأمير محمد سياسة أخيه الأمير براك في توسيع نفوذ الإمارة الخالدية وتثبيت أركانها وتعرضت إمارته أيضا للجراد والطاعون ومات في 1691 م فتولى بعده ابن أخيه ثنيان بن براك الإمارة

## وفاته
توفي سنة 1103 هـ.

## هوامش
أ: يُذكر في بعض المراجع بـ«مسعود»